# Grabów n/Wisłą (gromada)
Grabów n/Wisłą (alt. Grabów n. Wisłą, Grabów nad Wisłą) – dawna gromada, czyli najmniejsza jednostka podziału terytorialnego Polskiej Rzeczypospolitej Ludowej w latach 1954–1972.
Gromady, z gromadzkimi radami narodowymi (GRN) jako organami władzy najniższego stopnia na wsi, funkcjonowały od reformy reorganizującej administrację wiejską przeprowadzonej jesienią 1954 do momentu ich zniesienia z dniem 1 stycznia 1973, tym samym wypierając organizację gminną w latach 1954–1972.
Gromadę Grabów n/Wisłą siedzibą GRN w Grabowie n/Wisłą utworzono – jako jedną z 8759 gromad na obszarze Polski – w powiecie kozienickim w woj. kieleckim, na mocy uchwały nr 13e/54 WRN w Kielcach z dnia 29 września 1954. W skład jednostki weszły obszary dotychczasowych gromad Grabów n/ Wisłą, Ługi, Mieczysławów, Zielonka Nowa i Zielonka Stara oraz wieś Zamość Stary z dotychczasowej gromady Zamość ze zniesionej gminy Grabów n/Wisłą w tymże powiecie.
1 października 1954 gromada weszła w skład nowo utworzonego powiatu zwoleńskiego w tymże województwie, gdzie ustalono dla niej 21 członków gromadzkiej rady narodowej.
31 grudnia 1959 do gromady Grabów nad Wisłą przyłączono wieś Mierziączka oraz kolonie Las-Laski, Stefanów, Mirków i Babin Nowy ze zniesionej gromady Babin w tymże powiecie.
31 grudnia 1961 do gromady Grabów nad Wisłą przyłączono wieś Filipinów ze zniesionej gromady Paciorkowa Wola.
Gromada przetrwała do końca 1972 roku, czyli do kolejnej reformy gminnej.